# 鳳山縣 (日治時期)
鳳山縣是臺灣日治初期（1897年－1898年）「六縣三廳」階段短暫存在的一個縣級行政區劃。1897年（明治三十年）6月10日創立之際，係由「三縣一廳」時期的臺南縣分出鳳山支廳與恆春支廳而成，轄區包含清治末期的鳳山縣及恆春縣，約當今之高雄市西部與東南部、屏東縣。1898年（明治三十一年）6月18日，六縣三廳整併回「三縣三廳」，鳳山縣廢止。

## 行政區劃
1897年6月10日，鳳山縣成立並同時設立11處辨務署。此時的六堆部落皆由內埔辨務署管轄，但因管轄範圍大且與其他辨務署的管轄區域相互交錯，造成行政及管理的不便，於是時任廳長木下周一在同年7月底向總督府建議將六堆分為四個辨務署管轄，而總督府在10月7日公告調整鳳山廳下辨務署管轄，裁撤林邊、楓港辨務署，改設東港、枋藔辨務署，並將六堆分屬阿里港（管轄右堆）、阿猴（管轄前堆）、內埔（管轄中堆、後堆、先鋒堆）、東港（管轄左堆）等四個辦務署及警察署管轄。
1898年6月18日，鳳山縣併入臺南縣，原本的11處辨務署則整併為6處辨務署。
| 1897年10月 | 1897年10月   | 1897年10月 | 1897年10月                                                                                     | 1898年6月 | 1898年6月    |
| 縣         | 辨務署       | 位置       | 管轄堡里                                                                                       | 縣        | 辨務署       |
| ---------- | ------------ | ---------- | ---------------------------------------------------------------------------------------------- | --------- | ------------ |
| 鳳山縣     | 大湖辨務署   | 大湖街     | 長治一圖里、長治二圖里、文賢里、維新里                                                         | 臺南縣    | 阿公店辨務署 |
| 鳳山縣     | 阿公店辨務署 | 阿公店街   | 觀音中里、觀音下里、觀音上里、仁壽上里、仁壽下里、嘉祥外里、嘉祥內里                           | 臺南縣    | 阿公店辨務署 |
| 鳳山縣     | 打狗辨務署   | 打狗       | 興隆外里、興隆內里、鳳山下里、半屏里、大竹里（旗後地區）                                       | 臺南縣    | 鳳山辨務署   |
| 鳳山縣     | 鳳山辨務署   | 鳳山城內   | 觀音內里、小竹上里、小竹下里、赤山里、大竹里（部分）                                           | 臺南縣    | 鳳山辨務署   |
| 鳳山縣     | 阿里港辨務署 | 阿里港街   | 港西上里                                                                                       | 臺南縣    | 阿猴辨務署   |
| 鳳山縣     | 阿猴辨務署   | 阿猴街     | 港西中里                                                                                       | 臺南縣    | 阿猴辨務署   |
| 鳳山縣     | 內埔辨務署   | 內埔庄     | 港東上里、港西下里（部分）                                                                     | 臺南縣    | 潮州庄辨務署 |
| 鳳山縣     | 萬丹辨務署   | 萬丹街     | 新園里、港西下里（東港溪西北部地區）                                                           | 臺南縣    | 潮州庄辨務署 |
| 鳳山縣     | 東港辨務署   | 東港街     | 港東中里、琉球嶼                                                                               | 臺南縣    | 東港辨務署   |
| 鳳山縣     | 枋藔辨務署   | 枋藔街     | 港東下里、嘉禾里                                                                               | 臺南縣    | 東港辨務署   |
| 鳳山縣     | 恆春辨務署   | 恆春城內   | 宣化里、至厚里、德和里、仁壽里、安定里、長樂里、永靖里、治平里、泰慶里、興文里、咸昌里、善餘里 | 臺南縣    | 恆春辨務署   |

## 歷任首長

### 縣知事
| 任次 | 姓名     | 任期                        | 備註               |
| ---- | -------- | --------------------------- | ------------------ |
| 1    | 木下周一 | 1897年5月27日－1898年5月2日 | 遷臺中縣知事。     |
| 2    | 磯貝靜藏 | 1898年5月3日－1898年6月18日 | 由臺南縣知事兼任。 |

### 辨務署長
- 大湖辨務署長：濱崎康（1897年9月31日~）[4]
- 阿公店辨務署長：濱崎康（代理）、野口智朝
- 打狗辨務署長：須田綱鑑（1897年9月18日~）[5]
- 鳳山辨務署長：猪谷靜治（代理）、安積五郎（1897年12月24日~）[6]
- 阿里港辨務署長：鄉田侃（代理）
- 阿猴辨務署長：鄉田侃（1897年9月22日~）[7]
- 內埔辨務署長：山內嵓
- 萬丹辨務署長：福井公（代理）、山內嵓（代理）
- 東港辨務署長：高山喜英（1897年11月1日~）
- 枋藔辨務署長
- 恆春辨務署長：安積五郎（1897年6月16日~）[8]、石井晉一（1897年12月24日~）[6]